# 대한민국의 제조물 책임법
대한민국에서 제조물책임법은 무과실책임법리를 가진 위험책임으로서, 민사특별법의 형태로 등장하였다. 총 8개의 조문으로 이루어진 제조물책임법은 실질적인 피해자 구제 및 보호를 위한 민사적 구제수단으로 제조물의 결함으로 인한 손해배상책임을 인정하고 있으며, 제조물책임의 성립요건으로 제조물의 정의와 결함 및 손해, 손해배상의 주체와 면책사유 등에 대해 규정하고 있다. 본법은 소비자 보호를 강화하고 피해자 구제를 용이하게 했다는 점에서 긍정적인 평가를 받고 있으나 제조물의 범위와 책임의 주체를 현실적인 부분까지 확정하지 못한 점과 입증책임과 관련하여 아무런 규정이 없는 점 등에 비추어 볼 때 피해자 구제 및 소비자 보호에 다소 미흡한 점이 있다. 또한 손해배상에 대하여 상세한 규정이 없이 본법 제8조에서 결함제조물로 인한 손해배상책임에 관하여 별도의 규정이 없으면 민법의 규정에 의하도록 하고 있어, 이때 적용되는 민법상의 규정 및 그에 따른 손해배상의 내용을 구체적으로 확인하는 작업이 필요하다.
현행 제조물책임법은 외형상 제조물책임에 있어서 두 축이라 할 수 있는 미국의 제3차 불법행위법 리스테이트먼트(제조물책임)와 유럽연합의 제조물책임 입법지침을 병합한 것으로서 이에 대하여 긍정적인 평가와 함께 비판적인 우려도 표출되었었다. 제조물책임법이 시행된 지 5년이 지나면서 자동차 급발진 사고, 담배소송 등에서 제조물책임을 주장하고 있으나, 아직까지 제조물책임법을 적용하여 손해배상을 인정한 사례가 많지 않다. 제조물 사고가 발생한 경우 피해자가 손해배상을 받게 되는 절차를 살펴보면, 피해자는 제조업자를 상대로 손해배상을 청구하고 그 과정에서 제품의 결함, 손해의 발생, 결함과 손해간의 인과관계를 입증하여야 한다. 그리고 제조업자에게 책임이 있다는 사실이 입증되었다고 해도 제조업자에게 경제적 능력이 있어야 비로소 피해자는 손해를 배상받을 수 있게 된다. 이처럼 제조물책임법이 시행되어도 피해자로서는 실질적인 피해구제를 받는데 대하여 여전히 많은 어려움을 갖고 있다. 제조물책임법은 책임요건을 과실에서 결함으로 변경하는 것을 핵심내용으로 하였을 뿐, 제조물 사고 후 어떠한 배상기준으로 어떠한 절차를 거쳐 어떻게 배상되는지에 대한 자세한 정함이 없기 때문이다. 현실적으로도 제조물사고가 발생한 경우 재판을 통한 피해구제 보다는 다양한 재판 외 피해구제기구를 통하여 분쟁을 해결하게 된다.

## 제정 과정
대한민국에서 제조물책임법이 시행되기 전에도 제조물에 결함이 있어 사고가 날 경우 피해자는 제조업자를 대상으로 민법상 불법행위를 이유로 한 소송을 제기할 수 있었다. 그러나, 기본적으로 대한민국 민법의 불법행위책임은 가해자와 피해자의 힘의 대등성을 전제로 한 것이며, 제조물책임과 같이 힘의 대등성이 상실된 구조적 피해를 예상하지 않고 제정된 것이다. 또한 결함 사실을 입증해야 했고 이 점이 어려워 대부분 포기하였다. 이에 따라 상품의 결함을 원인으로 발생한 손해에 대하여 피해자 구제를 원활히 하는 법제 정비의 필요성이 제기되는데, 과실책임에 의한 불법행위책임에서 벗어나서 가해자의 고의 · 과실을 책임요소로 하지 않는 무과실책임에 의한 새로운 책임구성이 요청되었다.
이전부터 미국이나 독일 · 일본 등에서 논의되던 제조물책임법리가 대한민국의 학자들에 의하여 주목을 받았고, 1971년에는 제조물책임을 다룬 대한민국에서 최초의 문헌도 등장하였지만, 대한민국에서 제조물책임이 독자적인 책임영역으로서 논의되기 시작한 것은 1970년대 후반부터이다. 그리고, 법제 정비의 필요성은 1980년대부터 꾸준히 제기되어 왔다. 그리하여, 1982년 처음으로 김순규(金順圭) 의원 등이  제조물책임법안을 국회에 의원입법으로 제안하였다. 하지만 미처 성숙하지 못한 국내여건에 의하여 활발한 논의가 이루어지지 못하다가, 1995년 일본에서 제조물 책임법을 제정하여 본격시행에 들어가면서 대한민국도 비로소 제조물책임법에 관심을 갖게 되었다. 그리하여, 소비자 피해구제의 원활화와 제품안전 향상을 통하여 소비자권익을 강화한다는 입법 목적하에 추미애 의원 등 105명에 의해 의원입법으로 추진되어 1999년 11월 5일 국회에 제출된 “결함제조물 책임법안”이 1999년 12월 16일에 국회에서 통과되어 “제조물책임법(제6109호)”으로 확정되어 2000년 1월 12일 공포되어 2002년 7월 1일부터 시행되고 있다. 제조물책임법의 도입에는 소비자보호의 차원을 더욱 향상시킨다는 목적이 명확히 확인되기도 한다. 왜냐하면 제조물책임법상의 제조물책임의 전형적인 사례는 제조업자가 어떤 제조물의 생산과정에서 안정성의 결함을 지닌 물건을 생산하였고, 이를 구입하여 소비하는 과정 중 소비자의 생명, 건강 혹은 재산 등의 법익이 침해됨으로써 입은 손해,다시 말해서 확대손해에 대하여 그 제조물을 생산한 제조업자가 부담하는 손해배상책임이기 때문이다.

## 제정 목적
제조물책임법은 제조물의 결함으로 인하여 발생한 손해에 대한 제조업자 등의 손해배상책임을 규정함으로써 피해자의 보호를 도모하고 국민생활의 안전향상과 국민경제의 건전한 발전에 기여함을 목적으로 한다.(제1조) 결함제조물로 인한 손해에 대하여 민법의 규정을 적용하여 왔으나, 생활환경의 변화에 따라 피해자의 입장을 고려한 입법이 요구되었다. 동법은 이러한 요구를 반영한 입법이다. 따라서 결함제조물에 대한 행정규제나 형사규제와는 구별되고 피해의 사전 예방 정책의 반영이 아니라 사후 피해구제 정책의 하나이다. 여기서 피해자는 제조물을 직접 구입한 자만을 말하는 것은 아니고, 그 사용자는 물론 그 이외의 자라도 해당 제조물로 인한 피해자는 이 법에 의한 청구가 가능하다. 물론 피해자는 자연인만이 아니라 법인도 포함된다. 즉, 결함제조물에 따른 피해자 구제는 기본적으로 안전한 생활을 누리도록 하는 것이고 이에 따른 국민생활의 안전성 향상은 곧 경제의 건전한 발전에 이바지하는 차원으로 해석할 수 있다. 또한 제조업자의 관점에서 보면 명확한 책임규정을 마련하여 경영상의 안정을 도모하고 제품안전에 관한 철저한 관리로 국민경제의 건전한 발전에 이바지 할 수 있을 것이다. 제조물책임법은 결함을 성립요건으로 하는 하나의 고유한 책임유형을 창출하였고 법 시행 이전처럼 제조상의 과실에 대한 책임을 물음에 있어서 과실책임주의를 기반으로 하여 복잡한 이론 적용을 통하지 않고서도 제조물의 결함을 이유로 제조자의 책임을 인정하는 것이 가능하게 되었다는 점에서 법제정의 의의를 찾을 수 있다. 또한 제조업자에게는 제품의 결함을 줄이기 위한 노력을 더하게 되어 손해발생의 사전예방적 기능도 작용하고, 소비자 입장에서는 이미 발생한 손해에 대하여 보다 손쉽게 손해배상을 받을 수 있게 되었다.

## 정의 규정

### 제조물
제조물책임법상 “제조물”이라 함은 다른 동산이나 부동산의 일부를 구성하는 경우를 포함한 제조 또는 가공된 동산을 말한다.(제2조 제1호). 제조 · 가공된 동산이라 함은 제조물 책임법이 종래부터 규율대상으로 하는 것으로 거의 모든 국가가 입법화 하고 있다. 제조라 함은 제조물의 설계,가공 · 검사 · 표시를 포함한 일련의 행위로서 일반적으로는 “원재료에 손을 더하여 새로운 물품을 만드는 것으로 제2차 산업에 관계가 있는 생산행위를 가리키며, 1차 생산품의 산출, 서비스의 제공에는 사용되지 않는다.”가공이라 함은 원재료 또는 부품에 공작을 더하여 원재료의 본질은 유지하되 새로운 속성을 부여하는 과정을 거치는 것을 말한다. 따라서 미제조 · 미가공된 1차 생산품인 농 · 축 · 임 · 수산물과 부동산 및 무형물인 소프트웨어와 서비스 등은 대상이 되지 않는다. 그러나 민법상 관리 가능한 자연력은 물건으로 규정하고 있으므로 전기, 음향, 광선, 열 등은 적용대상이 된다. 농수산물의 경우 가공되었을 경우만 제조물로 인정한다. 썰거나 냉동, 건조는 가공으로 보지 않고 삶거나 가열, 소금에 절인 것은 가공으로 본다. 제조물을 수입한 자도 제조업자와 함께 책임을 지며 식당 음식은 제조물에 해당된다. 단 정보 서비스의 경우 지적 재산물이므로 제조물이 아니다. 단 잘못된 설명서를 보고 제조물을 사용하다 다칠 경우 설명서 작성자가 책임을 진다.

### 제조업자
제조물책임법 제2조 제3호 규정에 의하면 동법상의 책임주체인 “제조업자”라 함은 “제조물의 제조,가공 또는 수입을 업으로 하는 자”라 정의되어 있다. 여기서의 업이란 흔히 영리목적을 의미한다고 볼 수도 있으나 반드시 그러한 것은 아니다. 결국 영리목적 유무는 책임의 판단요소에 포함되지 않게 된다. 이는 제조물책임법의 입법과정에서 비영리목적의 제조업자에게도 동일한 무과실책임을 부담케 하는 것은 과도한 것이기에 유럽연합의 제조물책임입법지침에서와 동일하게 영리목적의 제조업자로 제한하자는 주장이 배척된 결과이기도 하다.  제조물책임법에 의하면 비영리 목적의 제조업자도 포함된다. 그리하여 공익적 목적으로 제조물을 제조하는 국가, 지방자치단체 등도 제조업자에 포함된다.

## 제조물책임
제조업자는 제조물의 결함으로 인하여 생명·신체 또는 재산에 손해(당해 제조물에 대해서만 발생한 손해를 제외한다)를 입은 자에게 그 손해를 배상하여야 한다.(제3조 제1항) 제조물의 제조업자를 알 수 없는 경우 제조물을 영리목적으로 판매·대여 등의 방법에 의하여 공급한 자는 제조물의 제조업자 또는 제조물을 자신에게 공급한 자를 알거나 알 수 있었음에도 불구하고 상당한 기간내에 그 제조업자 또는 공급한 자를 피해자 또는 그 법정대리인에게 고지하지 아니한 때에는 제1항의 규정에 의한 손해를 배상하여야 한다. (제3조 제2항)

## 배상청구자격
손해배상청구는 구매자 뿐만 아니라 피해 사실이나 제조물의 결함을 입증할 수 있는 모든 피해자가 할 수 있다.

## 제조물책임의 소멸시효
제7조에 따르면 손해배상책임을 가진 제조업자를 안 날로부터 3년 내에 손해배상을 하여야 한다. 또한 제조물이 소비자에게 인도된 날부터 10년 안에 손해배상을 하여야 한다.

## 판례

### 입증책임의 완화
고도의 기술이 집약되어 대량으로 생산되는 제품의 결함을 이유로 그 제조업자에게 손해배상책임을 지우는 경우 그 제품의 생산과정은 전문가인 제조업자만이 알 수 있어서 그 제품에 어떠한 결함이 존재하였는지, 그 결함으로 인하여 손해가 발생한 것인지 여부는 일반인으로서는 밝힐 수 없는 특수성이 있어서 소비자 측이 제품의 결함 및 그 결함과 손해의 발생과의 사이의 인과관계를 과학적·기술적으로 입증한다는 것은 지극히 어려우므로 그 제품이 정상적으로 사용되는 상태에서 사고가 발생한 경우 소비자 측에서 그 사고가 제조업자의 배타적 지배하에 있는 영역에서 발생하였다는 점과 그 사고가 어떤 자의 과실 없이는 통상 발생하지 않는다고 하는 사정을 증명하면, 제조업자 측에서 그 사고가 제품의 결함이 아닌 다른 원인으로 말미암아 발생한 것임을 입증하지 못하는 이상 그 제품에게 결함이 존재하며 그 결함으로 말미암아 사고가 발생하였다고 추정하여 손해배상책임을 지울 수 있도록 입증책임을 완화하는 것이 손해의 공평·타당한 부담을 그 지도원리로 하는 손해배상제도의 이상에 맞다.

## 참고 문헌
- 권오승,  《제조물 책임법》, 법문사, 2003. (ISBN 8918019696)
- 이동환, 〈자동차의 설계상 결함으로 인한 製造物責任에 관한 연구〉 고려대학교 대학원, 석사학위논문 (2008.2.)
- 형수경, 〈製造物責任法上의 損害賠償에 관한 연구〉 이화여자대학교 대학원, 석사학위논문(2008.2.)
- 전복만 〈제조물책임에 대한 소비자의 집단적 권리보호방안 : 비교법적 고찰을 통하여〉 충남대학교 대학원, 석사학위논문(2008.8.)
- 윤석호, 〈불법행위책임의 법리에 관한 연구〉 부산대학교 대학원, 석사학위논문(2011.8.)
- 이제흠, 〈제조물 책임법의 개정방향〉 대진대학교 대학원 석사학위논문(2012)